# Charles Babbage
Charles Babbage, född 26 december 1791 i London, död 18 oktober 1871 i London, var en brittisk matematiker. Han är berömd för sina skisser på maskiner, till exempel hans differensmaskin (the Difference Engine) och den betydligt mer ambitiösa analysmaskinen, som var föregångare till dagens datorer. Påbörjade konstruktioner och skisser på dessa maskiner finns att beskådas på London Science Museum. 1991 tillverkades, från hans ritningar, en färdig differensmaskin som fungerade som det var tänkt. Den tillverkades med precisioner och toleranser som var fullt möjliga på 1700-talet, vilket visar att Babbages maskin skulle ha fungerat om han fått den färdig.

## Tidiga år
Babbage föddes i London men växte huvudsakligen upp i Teignmouth i Devon och studerade på Trinity College och Peterhouse i Cambridge. Han utexaminerades från Cambridge 1814. Samma år gifte han sig med Georgiana Whitmore. De fick åtta barn men endast tre överlevde till vuxen ålder. Fru Babbage dog 1827.

## Beräkningsmaskinerna

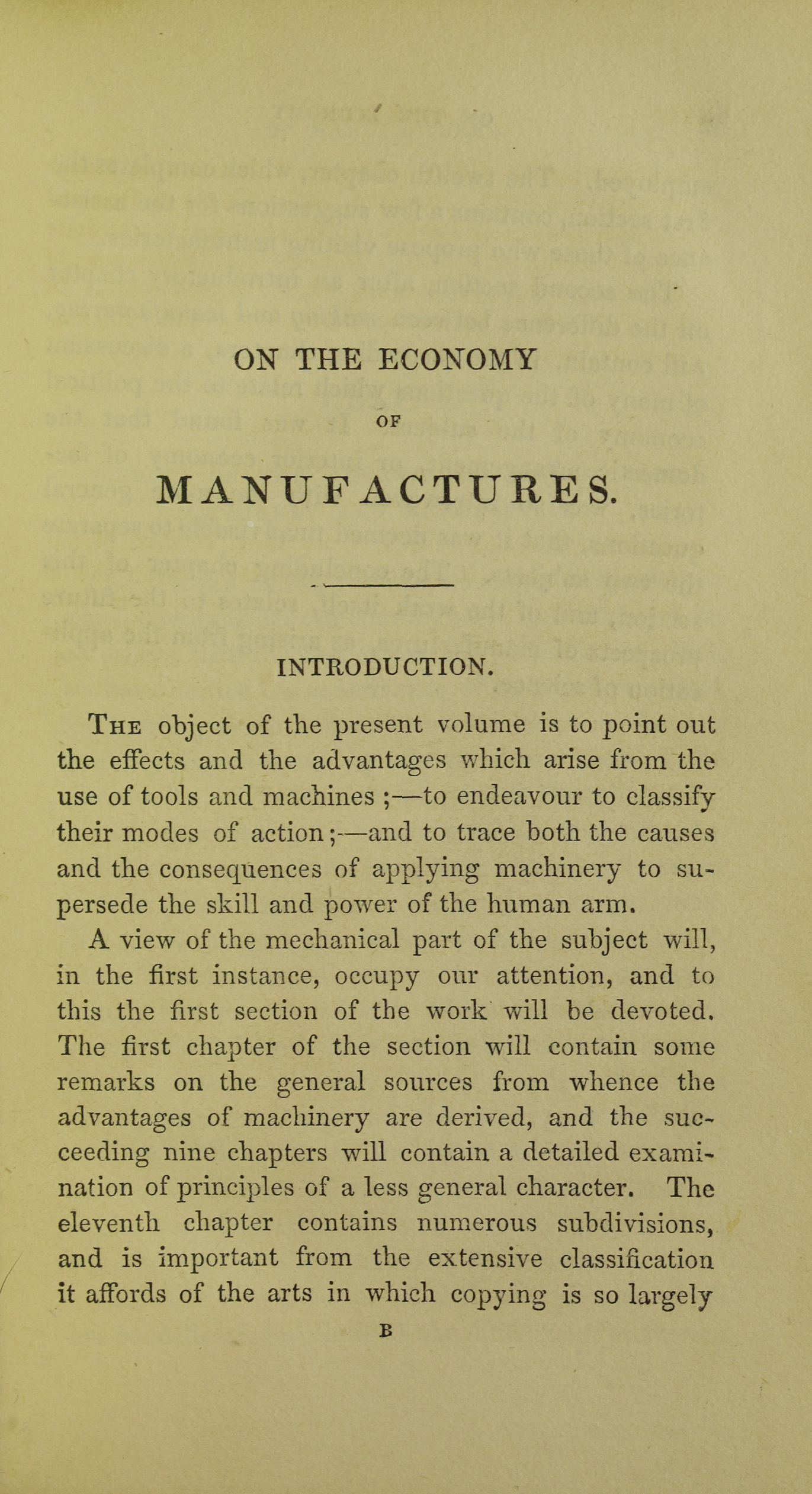
On the economy of machinery and manufactures, 1835

Astronomer och navigatörer utför många räkneoperationer såsom multiplikationer och divisioner, och ända in i vår tid (före datorer och andra elektroniska räknehjälpmedel) har det viktigaste hjälpmedlet därvidlag varit logaritmer. Enklare (fyrställiga) logaritmtabeller räcker inte till för de noggranna behov som behövs i astronomi och navigation. Eftersom det är arbetsamt att beräkna en logaritm för hand publicerades det logaritmtabeller i tjocka volymer med noggrannare logaritmer, och de framställdes med hjälp av ett stort antal anställda som satt och räknade fram tabeller för hand. Tabellerna i sin tur sattes manuellt i bly för tryckning. Denna arbetsamma procedur resulterade i många fel som kunde orsaka stora och dyra problem för ett fartyg.
Medveten om den höga felfrekvensen i dåtidens logaritmtabeller sökte Babbage efter ett sätt att göra dessa beräkningar maskinellt: Beräkningar och sättning för tryck skulle göras utan mänsklig inblandning. Denna idé tycks ha kommit till honom så tidigt som 1812. Han kände till och hade säkert påverkats av tidigare arbete med beräkningsmaskiner som utfördes av Blaise Pascal och Gottfried Leibniz. År 1822 beskrev han i ett brev till Sir Humphry Davy sina idéer om hur en beräkningsmaskin skulle kunna användas för att beräkna och trycka matematiska tabeller.

### Differensmaskinen
1821 presenterade han en modell till något som han kallade differensmaskinen (the Difference Engine) inför Royal Astronomical Society. Syftet med denna maskin var att framställa logaritmtabeller där logaritmberäkningen approximerades av polynom med en numerisk metod kallad differensmetoden. Hans idé godkändes och han fick 1823 ett bidrag från den brittiska regeringen på £1 500 för att förverkliga konstruktionen.
Arbetet påbörjades men avslutades aldrig. Två saker gick fel. För det första var friktionen i de kugghjulsmekanismer som kunde tillverkas med dåtidens teknik för stor – vibrationer var ett konstant problem. För det andra ändrade han sig under tiden beträffande hur maskinen skulle konstrueras. 1833 hade han förbrukat £17 000 utan att uppnå ett tillfredsställande resultat.

### Den analytiska maskinen
Mellan 1833 och 1842 gjorde han ett nytt försök. Den här gången försökte han bygga en maskin som skulle kunna programmeras att utföra godtyckliga beräkningar, inte bara polynomfunktioner. Denna maskin kallade han den analytiska maskinen (the Analytical Engine). Konstruktionen byggde på principer från Joseph-Marie Jacquards vävstolskonstruktion som använde hålkort för att styra sitt arbete. Babbage anpassade denna konstruktion till att styra hur olika matematiska beräkningar skulle utföras. 
Den analytiska maskinen hade inmatningsenheter som byggde på hålkort, efter Jacquards idéer, en beräkningsenhet som utförde olika matematiska operationer, en styrenhet som såg till att rätt saker utfördes, och en utmatningsenhet och ett minne där beräknade mellanresultat kunde lagras i väntan på att användas vidare. Detta är på så vis världens första dator. En färdig konstruktion för denna maskin fanns 1835, men den förverkligades aldrig. Detta berodde i stor utsträckning på Babbages tidigare problem med sin differensmaskin. Efter flera försök att få ekonomiska bidrag till sitt arbete från myndigheterna vände sig Babbage till sir Robert Peel. Denne erbjöd Babbage ett adelskap istället, men Babbage vägrade att acceptera detta. 
Babbage fick dock stöd från ett annat håll: Lady Ada Lovelace, dotter till Lord Byron, fick höra talas om Babbages arbete och blev mycket intresserad. Hon deltog aktivt i arbetet med den analytiska maskinen, och skrev flera program, i vad som idag skulle kallas assemblerspråket, för maskinen. Vilket i populärhistoriska kretsar har lett till att många ser på henne som världens första programmerare. (Programmeringsspråket Ada är uppkallat efter henne.)
Hålmaskinen kunde lagra 100 stycken 50-siffriga tal.

### Senare år
År 1837 lyckades svensken Georg Scheutz bygga en fungerande version av differensmaskinen. Konstruktionen byggde på Babbages beskrivningar från 1834. Babbage var en av dem som undersökte maskinen och gav ett positivt utlåtande om den. Den brittiska regeringen köpte ett exemplar av maskinen, men detta påverkade inte Babbages försök att få bidrag till sin analytiska maskin.
Babbages arbete med att förbättra tillverkningen av kugghjulsmekanismer till sina maskiner anses ha bidragit till att britterna fick ett tekniskt försprång och bidrog till den brittiska flottans överlägsenhet under första världskriget.

### Erkännanden av eftervärlden
- Babbage har fått det amerikanska Charles Babbage Institute uppkallat efter sig, grundat 1978.
- Psytrance-gruppen 1200 Micrograms har gjort en låt, "Language of the Future", som en hyllning till Babbage.[6]
- Nedslagskratern Babbage på månen är uppkallad efter honom.[7]
- Asteroiden 11341 Babbage är uppkallad efter honom.[8]

## Andra insatser
Babbage är också ihågkommen för andra insatser. 1812 hjälpte han till att grunda the Analytical Society. Syftet med denna sammanslutning, ledd av George Woodhouse, var att främja Leibniz' variant av matematisk analys till motsats mot den som skapats av Newton och som var den dominerande metodiken som då användes på de brittiska öarna. Newtons metoder var klumpiga vid jämförelse och användes mer av politiska än praktiska orsaker. Bland medlemmarna i denna sammanslutning kan nämnas John Herschel och George Peacock.
Under åren 1828–1839 bidrog han med tre skrifter om "Calculus of Functions" till Philosophical Transactions och 1816 blev han medlem i Royal Society.
Mellan 1828 och 1839 var Babbage Lucasian professor i matematik vid Cambridge. Han bidrog med artiklar i flera vetenskapliga tidskrifter och var delaktig i grundandet av the Astronomical Society 1820 och the Statistical Society 1834. Under sina sista år var han bosatt i London och ägnade sig åt att konstruera maskiner som kunde utföra aritmetiska och algebraiska beräkningar.
Charles Babbage gjorde också insatser inom kryptografin. Han löste bl.a. Vigenère's autokey-chiffer och det som nu för tiden kallas Vigenère-chiffer. Dessa resultat publicerades däremot inte förrän flera år senare p.g.a. att de användes av den engelska militären och hemligstämplades. Den som fått äran av dessa upptäckter är istället Friedrich Kasiski, som kom fram till samma resultat några år efter Babbage.